# 1244 dans les croisades
Cette page regroupe les évènements concernant les Croisades qui sont survenus en 1244 :

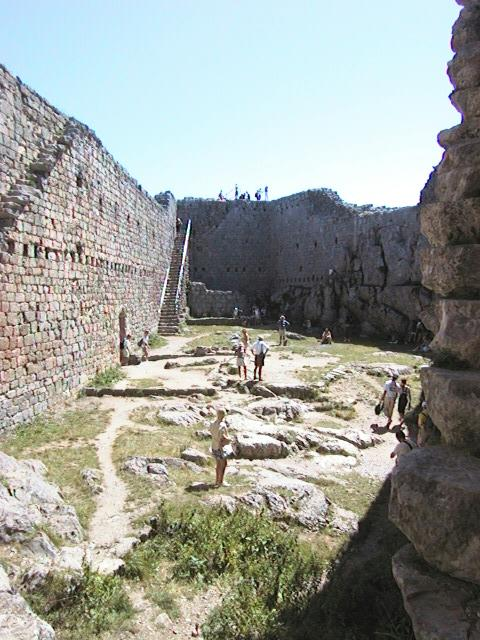
château de Montségur

- 1er mars : Raymond de Péreille et Pierre Roger de Mirepoix, qui dirigent la défense du château de Montségur, commencent à parlementer, en vue de la reddition du château[1].
- 16 mars : le château de Montségur capitule. 200 Cathares sont brûlés[1].
- 11 juillet : début du siège de Jérusalem par les Khwarizmiens[2].
- 23 août : les Khwarizmiens reprennent Jérusalem aux croisés[3].
- 17 octobre : Saint Louis fait le vœu de partir en croisade[4].
- 18 octobre : les Francs sont battus à La Forbie[2].